# 桜の花 咲くころ
『桜の花 咲くころ』（さくらのはなさくころ）は北条司による日本の漫画短編、およびそれを表題作とした漫画短編集。
本稿では短編集を中心として記述する。漫画短編の詳細については「こもれ陽の下で…#桜の花 咲くころ」を参照。

## 概要
1993年に『天使の贈りもの 北条司短編集［1］』（『JC1』）に続く北条司2冊目の短編集としてジャンプ・コミックスより発行。正式なタイトルは『桜の花 咲くころ  北条司短編集［2］』（『JC2』）。1990年から1993年にかけて『週刊少年ジャンプ』（WJ、集英社）において発表された短編が4編収録されている。
2000年に北条の短編集『JC1』・『JC2』・『少年たちのいた夏 〜Melody of Jenny〜［3］』（『JC3』）の3冊を2冊にまとめた文庫版『北条司短編集1 シティーハンター -XYZ- 』（『文庫1』）・『北条司短編集2 少年たちのいた夏 〜Melody of Jenny〜 』（『文庫2』）が発行されており、本作の収録作品はそれぞれに2編ずつ収録されている。また同年に発売された自選短編集『北条司短編集 天使の贈りもの』（『自選集』）にも本作から3編が収録されている。

### 収録作品
1. 桜の花 咲くころ（さくらのはな さくころ）
2. ファミリー・プロット
3. TAXI DRIVER（タクシー ドライバー）
4. 少女の季節 -サマー ドリーム-（しょうじょのきせつ -）

## 桜の花 咲くころ
『WJ』1993年3・4合併号に掲載された表題作。 51ページ。『JC2』・『文庫1』・『自選集』に収録されている。連載作品『こもれ陽の下で…』のプロトタイプとなった作品で、同作と世界設定を共有している。

## ファミリー・プロット
『WJ』1992年11号に掲載。45ページ。『JC2』・『文庫2』・『自選集』に収録されている。
他人同士であったカメラマンの息子と婚約者が、カメラマンの記憶喪失によって家族としての交流を暖めていくホームコメディ。本作で描かれる家族愛は以降の作品でも頻繁に見られる、作者の大きなテーマとなっている。

### あらすじ
写真家の秀幸は婚約者として玲子を息子の和也に紹介するが、和也は独占欲から玲子に反発し、家を飛び出す。後を追いかけようとした秀幸は階段から転落し、記憶喪失となる。最愛の人物から他人の様な目で見られる辛さを共感し、和也は徐々に玲子と打ち解けていく。

### 登場人物
秀幸（ひでゆき）
カメラマン。バツイチで女たらしとして有名。階段から転落し、記憶喪失となる。
和也（かずや）
秀幸の息子で家事が得意。父親に対する独占欲から秀幸と玲子との結婚に反対する。
麻生 玲子（あそう れいこ）
スタイリスト。秀幸の婚約者。

## TAXI DRIVER
『WJ』1990年6号に掲載。 52ページ。『JC2』・『文庫2』に収録されている。
現代の日本に生きる吸血鬼と少女の交流を描く。
『シティーハンター』の連載中に描かれた短編で、冴羽獠と槇村香がモブキャラクターとして登場し、大神の部屋は獠達の階下となっている。また『ジャングルの王者ターちゃん♡』（徳弘正也）のヂェーンがゲスト出演している。

### あらすじ
客の中から獲物となる処女を探すタクシードライバー生活の中、吸血鬼・大神晃は1年振りの獲物となる少女を乗車させる。目的地も告げずに眠ってしまった彼女から血を吸おうとするが、その涙に同情してしまい血も吸わずに自宅に保護してしまう。吸血鬼である事を知ってもなぜか居座ろうとする少女は入院先から行方不明となった人気アイドル松村渚であった……。

### 登場人物
大神 晃（おおがみ あきら）
タクシードライバーとして生計を立てている吸血鬼。処女の血以外は飲めず普段は人間と同じ食生活をしている。手から人間の精気を吸い取る事も出来、精気を吸われた人間は少量であれば気を失い大量であれば廃人となる。
松村 渚（まつむら なぎさ）
人気アイドル歌手。18歳処女。所属芸能事務所の裏の顔によって高級コールガールとして売り出されそうになっていた所を逃げ出し、大神のタクシーを捕まえる。なお、松村渚はシティーハンターにおいても、アイドルとして登場する。風貌等、共通点は多いがシティーハンターでの松村渚と同一人物かどうかは明確にはされていない。

## 少女の季節
副題は「サマー ドリーム」。『WJ』1992年39号に掲載。45ページ。『JC2』・『文庫1』・『自選集』に収録されている。
原因不明の水恐怖症と父に対する嫌悪感に悩まされる少女が夢の中でその原因に辿り着く様を描き、『ファミリー・プロット』同様に家族愛を描いた作品。
夢の中のシーンで内海俊夫、冴羽獠、槇村香が登場している。

### あらすじ
女子高生・美佐子はいつからか原因不明の水恐怖症と父に対する嫌悪感に悩まされていた。自分の誕生日に父と食事をする事になった美佐子は、父の職場である図書館へと向かい、裏の枯池で頭をぶつけ意識不明となってしまう。そして意識不明の中で見た夢によって水恐怖症と父親に対する嫌悪感の原因が明らかとなっていく……。

### 登場人物
美佐子（みさこ）
東洋芸大付属高等学校に通う女子高生。ピーター・パンが大好きで絵本作家を志望している。いつからか原因は不明の嫌悪感を父親に対して抱く様になり、悩みの種となっている。また同じく原因不明の水恐怖症でもある。父のと距離を置く為に一人暮らしをしている。
カズ
美佐子の高校の友人。父との2人きりの食事に耐えられない美佐子の為、同席する。
美佐子の父
都立武蔵図書館の司書。男で1つで2人の娘を育て上げる。原因も分からずに自分を嫌う娘に心を悩ませる。
真由美（まゆみ）
美佐子の妹。美佐子の誕生日に親子3人で食事をする事を提案するも、自分は用事の為に欠席する。

## 書誌情報
全て著者は北条司で発行は集英社。
- 『桜の花 咲くころ 北条司短編集［2］』〈ジャンプ・コミックス〉1993年5月15日発行、ISBN 4-08-871340-0
- 『北条司短編集1 シティーハンター -XYZ-』〈集英社文庫〉2000年1月18日発行、ISBN 4-08-617304-2
- 『北条司短編集2 少年たちのいた夏 〜Melody of Jenny〜 』〈集英社文庫〉2000年1月18日発行、ISBN 4-08-617305-0
- 『北条司短編集 天使の贈りもの』〈SCオールマン愛蔵版〉2000年10月3日発行、ISBN 4-08-782597-3